# Popstars
Popstars — франшиза международного реалити-шоу, направленная на поиск новых певческих талантов. Являясь предшественником франшизы Idol, Popstars впервые появилась в Новой Зеландии в 1999 году, когда продюсер Джонатан Доулинг сформировал женскую группу TrueBliss. Несмотря на то, что все шоу франшизе Popstars в последние годы не выходят эфир, она остаётся одним из самых успешных форматов телешоу всех времён, и была продана более чем в 50 стран. Шоу послужило источником вдохновения для франшизы Саймона Фуллера Idols.
В России шоу транслировалось под названием «Стань звездой» на телеканале «Россия» и Ways Media при участии Комсомольской правды и Европы Плюс.

## История
Шоу зародилось в Новой Зеландии. Во время трансляции на TVNZ 2 в 1999 году продюсер Джонатан Доулинг сформировал женскую группу TrueBliss из пяти человек. Затем Доулинг передал лицензию на концепцию шоу продюсерской компании Screentime из Австралии, которая затем продала её Tresor TV в Германии, после чего оно распространилось по всему миру.
Шоу послужило источником вдохновения для франшизы Саймона Фуллера Idol, которая доминировала на рынке реалити-шоу (вместе с Большим Братом и Survivor) в течение следующих нескольких лет.
Хотя франшиза Popstars успешно стартовала в большинстве стран в начале 2000-х годов, постепенно рейтинги шоу стали падать, и многие вещатели отказались от них. Последняя страна, где Popstars по-прежнему были популярно и успешно — помимо других шоу-кастингов, таких как The X Factor и Got Talent, а также Idol — была Германия. Именно здесь телеканал ProSieben выпустил в 2010 году девятый сезон из-за огромного успеха шоу в рейтингах, но в 2012 году Popstars было окончательно отменено из-за весьма ограниченного успеха сформированных на нём групп. В 2007 году шоу вернулось во Францию на канале M6 на один сезон. Новая версия Popstars стартовала в 2008 году в Нидерландах и транслировалась три сезона. Немецкая версия вернулась в 2015 году, но позже была отменена из-за плохих рейтингов. В ноябре 2020 года было объявлено, что оригинальная версия вернётся в 2021 году на TVNZ.